# Ilek (riu)
L'Ilek - Илек (rus) - és un riu de Rússia i del Kazakhstan. És un afluent de l'Ural.
És un riu estepari a l'extrem oriental dels Urals. Té una llargària de 623 km i drena una conca de 41.300 km². El seu cabal mitjà és, a 112 km de la desembocadura, de 39,8 m³/s. Neix just al sud d'Orsk, de la confluència dels rius Karagandi i Kharil, sobre el vessant occidental de les muntanyes Mugoiar, una prolongació meridional dels Urals a la província d'Aktobé (Kazakhstan). Flueix cap al sud durant una distància curta i després cap a l'oest paral·lel a l'Ural, amb molts meandres i braços morts; recull les aigües del Bolxaia Txobda, el seu afluent principal. Un altre afluent rellevant és el Kargala. Forma la frontera entre Rússia i el Kazakhstan fins a la seva confluència amb l'Ural, a 75 km a l'oest d'Orenburg.
L'Ilek es glaça des de finals de novembre fins a finals d'abril. En la temporada d'estiu el seu nivell baixa molt. Les principals ciutats que hi ha a la vora del riu són: Aktobé i Alga, al Kazakhstan, i Akbulak i Sol-Iletsk a Rússia.
El riu Ilek és un dels més contaminats de la conca uralocàspica. El contingut de bori i de crom prové d'antics residus químics de fàbriques químiques que s'han filtrat a través de les aigües subterrànies.